# Tugaya
Tugaya é um município de  quinta classe de renda municipal (d) na província Lanao do Sul, nas Filipinas. De acordo com o censo de 1 de maio  de  2020 possui uma população de 24 778 pessoas e 3 298 domicílios.